# Callerya dorwardii
Callerya dorwardii là một loài thực vật có hoa trong họ Đậu. Loài này được Henry Collett và William Botting Hemsley mô tả khoa học đầu tiên năm 1890 dưới danh pháp Millettia dorwardii. Năm 2010, trong tập 10 sách Flora of China, Zhi Wei & Leslie Pedley đã chuyển nó sang chi Callerya.

## Từ nguyên
Tính từ định danh dorwardii là để vinh danh thiếu tá quân đội Anh là A. Dorward, người đã giúp đỡ Henry Collett (thiếu tướng của Công ty Đông Ấn kiêm nhà thực vật học người Anh) trong việc thu thập mẫu cây, kể cả loài này.

## Tên gọi
Tên gọi thông thường trong tiếng Trung là 滇缅鸡血藤 (Điền Miễn kê tiết đằng), nghĩa là dây tiết gà Vân Nam Miến Điện.

## Phân bố
Các bụi rậm trên sườn dốc; cao độ 800-1.900 m. Có tại Trung Quốc (các tỉnh Quý Châu, Vân Nam), Myanmar, Thái Lan.

## Mô tả
Dây leo tới 6 m. Thân cây màu nâu, thô nhám, không bì khổng. Các cành nhỏ có lông tơ màu trắng ánh vàng, về tổng thể dần nhẵn nhụi. Lá 3 hoặc 5 lá chét; trục lá 12-25(-35) cm, gồm cả cuống lá (4-)6-7(-9) cm; phiến lá chét hình trứng rộng tới hình elip, 8-15(-22) × 3,5-6(-10) cm với cặp lá chét đáy nhỏ nhất, dạng giấy, mặt xa trục với các thể dạng lông màu vàng hay trắng rải rác nhưng trở thành nhẵn nhụi khi cây thuần thục, mặt gần trục nhẵn nhụi hoặc với thể dạng lông thưa thớt trên các gân, đáy hình nêm, thuôn tròn hay hiếm khi hình tim, đỉnh nhọn. Chùy hoa ở nách lá, mập, 12-18 cm, rậm lông tơ; cành con mang hoa ngắn. Hoa 1,8-2,3 cm. Tràng hoa màu tím hoa cà tới tím cẩm quỳ; cánh cờ hình tròn, với 2 thể chai ở đáy, bên ngoài rậm lông lụa, đáy có vuốt ngắn. Bầu nhụy có lông măng, với 5 noãn. Quả đậu thuôn dài, ~9 × 3 cm, phồng lên, lông măng màu vàng, đỉnh có mỏ. Hạt 1 hoặc 2 mỗi quả, màu nâu nhạt, hình trứng rộng, ~2,5 × 2 cm. Ra hoa tháng 4-5, tạo quả tháng 9-10.